# 임도헌
임도헌(1972년 6월 9일 ~ )은 대한민국의 전 배구 선수이자, 현재는 대전 삼성화재 블루팡스의 단장이다.

## 수상
- 1990년 슈퍼리그 신인상
- 1993년 아시아 선수권 대회 최우수선수상
- 1993년 슈퍼리그 최우수인기상
- 1995년 슈퍼리그 MVP

## 출신 학교
- 하양초등학교
- 무학중학교
- 경북체육고등학교
- 성균관대학교

| 전임 신치용 | 대전 삼성화재 블루팡스 감독 (2대) 2015년 ~ 2017년 | 후임 신진식 |